# Rottura di tendine
La rottura di tendine è la perdita di continuità del tessuto tendineo.

## Epidemiologia
Più frequente è la rottura dei tendini degli arti inferiori ed in particolare del tendine rotuleo e del tendine di Achille, soprattutto negli sportivi.

## Eziologia
Può insorgere su un tendine sano in seguito ad un forte traumatismo, oppure su un tendine degenerato (tendinosi) a causa di continui microtraumatismi.